# Renato Gaúcho
Renato Portaluppi (Guaporé, 9 de setembro de 1962), também conhecido como Renato Gaúcho, é um treinador e ex-futebolista brasileiro que atuava como ponta-direita. Atualmente comanda o Fluminense.
É considerado um dos melhores pontas do mundo dos anos 1980 e início dos anos 90, sendo também cunhado pela imprensa como Rei do Rio (em referência ao seu sucesso atuando por times cariocas), além de ser amplamente considerado um dos maiores jogadores da história do Grêmio, tendo sido campeão da Copa Libertadores da América e da Copa Intercontinental em 1983 pelo Tricolor Gaúcho.
Como treinador do Grêmio, foi campeão da Copa do Brasil em 2016, da Copa Libertadores da América em 2017 e da Recopa Sul-Americana em 2018. Ao conquistar a competição continental em 2017, Renato entrou para o seleto grupo de pessoas que conquistaram a Copa Libertadores da América como jogador e também como treinador, sendo o primeiro brasileiro a conseguir tal feito. Em 2019, tornou-se o técnico com trabalho mais longevo no futebol brasileiro. É um dos treinadores mais vitoriosos da história do Grêmio e, desde 2020, o treinador que mais vezes comandou o time ao longo da história do clube.
Pelos resultados recentes, pela liderança que exerce sobre o vestiário, pela capacidade de mexer decisivamente no time ao longo das partidas e pela plástica com que atuam as suas equipes, já foi considerado, ao lado de Tite, Mano Menezes e Fábio Carille, um dos melhores técnicos brasileiros em atividade, tendo sido listado pela imprensa internacional também como um dos melhores técnicos do mundo em 2018.

## Carreira como jogador

### Início no Esportivo
Renato nasceu em Guaporé, mas se mudou ainda criança com sua família para Bento Gonçalves. Antes de se tornar jogador, trabalhou como auxiliar de padeiro em uma padaria e entregador em uma fábrica de móveis. Foi jogando nas peladas da empresa de móveis que Renato chamou a atenção dos colegas e entrou nas categorias de base do Esportivo.
Fez sua estreia pelo clube de Bento Gonçalves aos 16 anos, no dia 12 de agosto de 1979, em partida válida pela quarta rodada da fase final do Campeonato Gaúcho contra o Grêmio, jogo que o Esportivo perdeu por 3–0.

### Grêmio
Renato chegou ao Grêmio em 1980, e fez sua estreia no mesmo ano, no dia 15 de junho, na derrota por 1–0 para o Comercial, em um amistoso disputado em Maracaju.
Após não ser muito aproveitado em seus primeiros anos de clube, Renato fez seu primeiro gol como profissional em 25 de julho de 1982, saindo do banco de reservas para fazer o único gol do Grêmio na vitória de 1–0 sobre o Novo Hamburgo, em partida do Campeonato Gaúcho.
Mais tarde foi contratado pelo Grêmio, clube que o projetou para o Brasil e para o mundo, após as conquistas da Taça Libertadores da América e da Copa Intercontinental, ambos em 1983, se consolidando como um dos maiores ídolos do tricolor gaúcho. Na decisão do Intercontinental, em Tóquio, Renato fez os dois gols da vitória gremista por 2–1 sobre o Hamburgo, da Alemanha. O atacante foi escolhido o melhor jogador da final, recebendo como prêmio um carro Toyota.
Depois do Intercontinental, Renato levou o Grêmio ao bicampeonato gaúcho em 1985 e 1986. Após uma excelente campanha nas Eliminatórias, foi convocado para a Copa do Mundo FIFA de 1986, mas durante os preparativos para a competição foi cortado pelo técnico Telê Santana, por indisciplina, e acabou de fora do grupo que viajou até o México.

### Flamengo
Renato acertou sua ida para o Flamengo em 1987, onde veio a formar uma grande dupla de ataque com Bebeto. Renato ganhou a simpatia da torcida rubro-negra após marcar contra o Atlético Mineiro, no Mineirão, o gol que garantiu a classificação para a final da Copa União (um dos módulos do Campeonato Brasileiro daquele ano), contra o Internacional. Renato foi eleito o melhor jogador do Brasileirão de 1987, recebendo a Bola de Ouro da revista Placar.

### Roma
Trocou o Rio de Janeiro pela Itália em meados de 1988, onde foi jogar pela Roma, por 2,7 milhões de dólares. A chegada de Renato ao futebol italiano foi cercada de expectativa: o treinador Nils Liedholm comparou Renato com o craque holandês Ruud Gullit, afirmando que Renato era o "Gullit branco". No entanto, Renato não correspondeu às expectativas. Após apenas uma temporada, deixou a Roma, alegando ter sido boicotado pelos companheiros de time, sobretudo Giuseppe Giannini.
Ainda hoje é considerado um dos maiores "bidone" (italiano para "bidão ou lata do lixo": gíria para jogador decepcionante, fracassado), pela imprensa italiana.

### Retorno ao Flamengo
Retornou ao rubro-negro já no ano seguinte. Atuando ao lado de Bobô e Gaúcho, Renato sagrou-se campeão da Copa do Brasil de 1990. Na época, Portaluppi afirmou que "escondia as caneleiras na sunga após o início do jogo", pois elas o atrapalhavam por conta das cãibras, o que causaram polêmica logo após a obrigatoriedade no uso recém-imposta pela FIFA.
Também em 1990 foi convocado para ir a Copa do Mundo da Itália. No entanto, na Seleção de Sebastião Lazaroni, Renato foi reserva de Careca e Müller. Entrou contra a Argentina, nas oitavas de final, mas o Brasil não conseguiu reverter o placar adverso de um a zero e acabou eliminado.

### Botafogo
Em 1991, após tentativa frustrada de renovação do seu contrato, Renato trocou o Flamengo pelo rival Botafogo por uma quantia de 450 mil dólares. Durante a sua passagem pelo clube de General Severiano, Renato colecionou polêmicas, numa delas, logo após fazer um decepcionante Brasileirão de 1991, e começar muito bem o Campeonato Carioca de 1991, aceitou uma proposta de empréstimo do Grêmio em meio ao torneio, disputado no segundo semestre daquele ano. Após os três meses de empréstimo, Renato retornou ao Botafogo em janeiro de 1992, integrando a boa equipe alvinegra, que fez uma impecável primeira fase e chegou como franca favorita às finais do Brasileirão de 1992. O adversário do Botafogo naquela final foi um velho conhecido, o Flamengo, com craques como Júnior, Djalminha, Marcelinho, Zinho, entre outros, haja vista que o Glorioso tinha nomes como Márcio Santos, Carlos Alberto Santos, Carlos Alberto Dias e Valdeir, além de Renato.
O Flamengo goleou o Botafogo por três a zero na primeira partida. No dia seguinte àquela partida, Renato compareceu ao churrasco comemorativo do Flamengo, na casa do amigo Gaúcho. O incidente repercutiu nos jornais e na televisão do Rio, gerando desconforto na sede do Botafogo. Isso ocasionou o sumário afastamento de Renato. Na partida de volta, o Botafogo conseguiu um empate com o Flamengo e, em consequência com desvantagem de três gols, perdeu o título para o rival.
Renato Gaúcho com a camisa do Botafogo, atuou de 1991 até 1992, disputou 49 jogos e marcou 21 gols.

### Cruzeiro
Depois de sua saída do Botafogo, Renato foi para o Cruzeiro, onde ajudou o time mineiro nas conquistas do Campeonato Mineiro e da Supercopa Sul-Americana, ambos em 1992. Sua passagem pelo time estrelado foi rápida, mas extremamente marcante. Na goleada de 8–0 contra o Atlético Nacional, válida pela Supercopa Sul-Americana, Renato marcou cinco gols em uma só partida pela primeira vez em sua carreira. Num deles o atacante completou a bola para as redes sentando no gramado. A goleada foi a maior da história do Cruzeiro em competições internacionais. O camisa 7 foi o artilheiro da competição, com seis gols.

### Fluminense
Após passar por Flamengo e Atlético Mineiro, Renato chegou ao Fluminense em 1995. No Campeonato Carioca desse mesmo ano, Fluminense e Flamengo chegaram à última rodada do octogonal final como os únicos com chance de conquista do título. Apesar de terminar o primeiro tempo em vantagem, o tricolor teve jogadores expulsos, o que permitiu a reação e o empate rubro-negro em 2–2, resultado que daria o título ao clube da Gávea. Entretanto, faltando quatro minutos para o final da partida, Aílton fez boa jogada e bateu para o gol. A bola escorou na barriga de Renato e tomou a direção do gol. Com o resultado de 3–2, o título ficou com o Fluminense e a jogada, conhecida como o gol de barriga.
Mais tarde, naquele ano, Renato colaborou para a chegada do Fluminense às semifinais do Brasileirão. Porém, em 1996, o Fluminense fez péssima campanha no Campeonato Brasileiro. Nas últimas rodadas, quando o time lutava contra o rebaixamento, Renato transmitiu confiança à torcida declarando publicamente que desfilaria nu caso o Fluminense jogasse na Série B no ano seguinte. Mas as palavras do craque não foram suficientes e, por fim, o Fluminense terminou o campeonato na penúltima posição. Renato não cumpriu a promessa; anos depois, bem-humorado, frisou que, de fato, o Fluminense não jogou na Série B em 1997, pois houve um acontecimento incomum e não houve rebaixamento, referindo-se Caso Ivens Mendes.

### Retorno ao Flamengo, Bangu e aposentadoria
Em 1997, Renato voltou a jogar novamente no Flamengo, após quase ter assinado contrato com o São Paulo - Portaluppi chegou a ser apresentado em entrevista coletiva, inclusive vestindo a camisa do time. Em 1999, o Bangu o contratou, na esperança de manter uma escrita: ter sido campeão estadual em anos múltiplos de 33 (havia sido em 1933 e 1966). Todavia, o Alvirrubro ficou em penúltimo, e Renato decidiu aposentar-se ali mesmo para fazer faculdade de Educação Física.

## Carreira como treinador

### Início no Madureira
A primeira experiência de Renato como treinador aconteceu em 1996, quando ainda era jogador do Fluminense. Na luta contra o rebaixamento, o tricolor carioca, por duas vezes, chegou a usar Renato como jogador-treinador.
Mais tarde, após sua retirada dos gramados, Renato iniciou a carreira de treinador no Madureira. Ficou neste clube por dois anos, ganhando experiência na nova função.

### Fluminense
Em setembro de 2002, Renato teve outra oportunidade como técnico, quando voltou a exercer o comando da equipe do Fluminense. Deixou o cargo quase um ano depois, em julho de 2003. Porém, poucos meses depois, entre outubro e dezembro daquele ano, teve nova passagem pelo clube carioca. Depois de sua saída do Fluminense, Renato ficou desempregado durante o ano de 2004.

### Vasco da Gama
Em 2005, o Vasco da Gama, clube que Renato nunca chegara a vestir a camisa como jogador, contratou-o como técnico. No Vasco, Renato conseguiu, definitivamente, solidificar sua carreira como treinador. Conseguiu levar sua equipe ao vice-campeonato da Copa do Brasil de 2006 e ao sexto lugar do Brasileirão do mesmo ano, sendo eleito o segundo melhor técnico do Brasil, pela votação da CBF. Depois de não conseguir levar o Vasco às finais do Estadual de 2007, foi demitido e acabou regressando ao Fluminense.

### Fluminense (segunda passagem)

#### Título da Copa do Brasil e vice da Libertadores

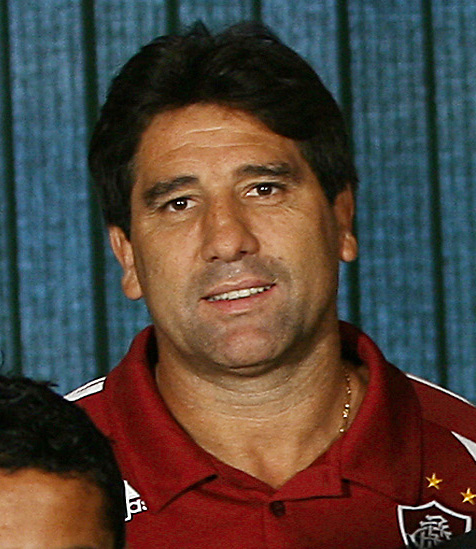
Renato em 2007, em sua segunda passagem pelo Fluminense

Na nova passagem pelo tricolor carioca, chegou novamente às finais da Copa do Brasil. Após o empate no primeiro jogo por 1–1, realizado no Maracanã, o Fluminense foi até Santa Catarina e derrotou o Figueirense por 1–0. Com isso, a Copa do Brasil de 2007 tornou-se o primeiro título na carreira de Renato como treinador. Com a conquista da Copa do Brasil, o Flu garantiu uma vaga para a Copa Libertadores da América de 2008, a primeira oportunidade de Renato disputar esta competição como treinador.
Nessa competição, o Fluminense conseguiu uma classificação contra o São Paulo de Muricy Ramalho, vencendo por 3–1 a equipe paulista e levando o Fluminense a uma inédita semifinal da Libertadores, com um gol do atacante Washington nos acréscimos do segundo tempo, de cabeça, em jogada treinada à exaustão pela equipe. Já nas semifinais, o Fluminense eliminou o poderoso Boca Juniors (empate por 2–2, em La Bombonera, e vitória por 3–1 no Maracanã), classificando o Tricolor para a inédita final, e escrevendo seu nome na história do clube.
Na decisão, foi derrotado pela LDU do Equador, no primeiro jogo, em Quito, por 4–2. Para o jogo de volta, Renato deu declarações provocativas, convocando o torcedor tricolor ao Maracanã, dizendo que o Fluminense iria ser campeão e que, com a vitória, seu time iria "brincar no Brasileiro". De fato, o Fluminense reagiu e chegou ao empate (no placar agregado) por 5–5, porém perdeu o título nos pênaltis graças às defesas do goleiro equatoriano José Francisco Cevallos. E no Campeonato Brasileiro, o time carioca lutou para não ser rebaixado.

### Demissão no Flu e retorno ao Vasco da Gama
Após a derrota do Fluminense para o Ipatinga em Minas Gerais, ambos nas últimas posições do Campeonato Brasileiro, Renato foi demitido na chegada da delegação ao Rio de Janeiro, ainda no Aeroporto Santos Dumont na madrugada de 11 de agosto de 2008.
Um mês depois, em 18 de setembro de 2008, acertou o seu retorno ao Vasco da Gama. Sua campanha não foi boa e o Vasco acabou rebaixado para a Série B do Campeonato Brasileiro.

### Fluminense (terceira passagem)
No dia 20 de julho de 2009, Renato foi contratado como novo treinador do Fluminense. Porém, no dia 1 de setembro de 2009, foi demitido. Para seu lugar foi contratado Cuca, ex-técnico do Flamengo.

### Bahia e Grêmio
Já no dia 13 de dezembro de 2009, foi anunciado como novo treinador do Bahia para a temporada de 2010. Por lá, estava fazendo uma boa campanha no Campeonato Brasileiro da Série B de 2010, tendo deixado o Bahia em sexto lugar. Ficou até 10 de agosto de 2010, quando foi contratado pelo Grêmio para suceder Silas.
Logo que entrou, mudou o esquema tático da equipe, ajudando-a a dar um "salto" da zona de rebaixamento para o quarto lugar na classificação final (que, com a ajuda do Goiás, derrotado na final da Copa Sul-Americana, garantiu uma vaga para a repescagem da Copa Libertadores da América de 2011), com a melhor campanha no returno da competição. Consequentemente, foi um dos indicados ao prêmio de melhor treinador. 

#### Demissão
Em 30 de junho de 2011, pediu demissão do Grêmio, após uma série de maus resultados da equipe no Brasileirão e depois de perder o Campeonato Gaúcho para o Internacional.

### Atlético Paranaense
Pouco menos de uma semana após sua saída do Grêmio, Portaluppi foi anunciado pelo Atlético-PR, onde teve rápida passagem entre 4 de julho e 1 de setembro de 2011, por questões familiares e à derrota na Arena da Baixada por 1–0 para o Atlético-MG.

### Grêmio (segunda passagem)
Após dois anos parado, no dia 1 de julho de 2013, Renato acertou seu retorno ao Grêmio. Mesmo levando a equipe ao segundo lugar no Campeonato Brasileiro, não teve o seu contrato renovado e deixou a equipe em dezembro.

### Fluminense (quarta passagem)

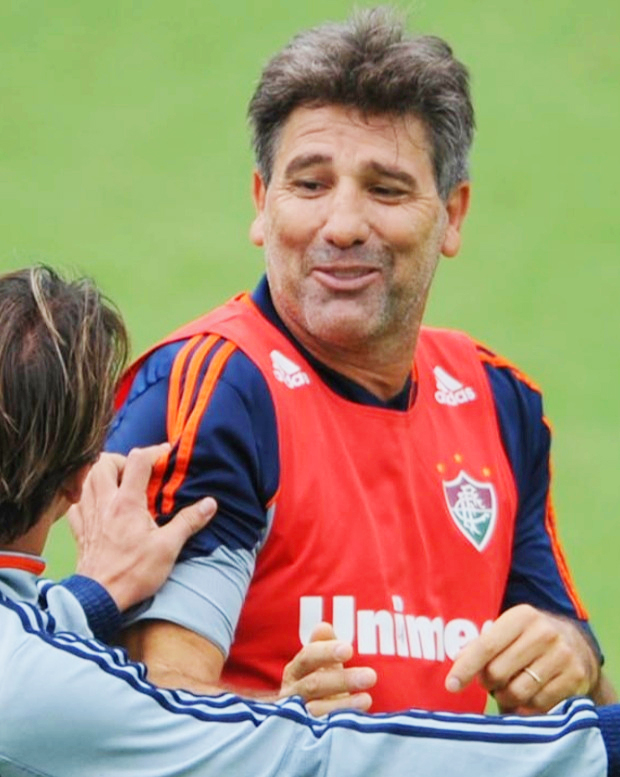
Renato em sua quarta passagem pelo Fluminense em 2014

Tornou-se treinador do Fluminense, pela quarta vez, no dia 24 de dezembro de 2013. Após ser eliminado nas semifinais do Campeonato Carioca pelo Vasco da Gama e com consequência de resultados negativos na Copa do Brasil, ele foi demitido em 2 de abril de 2014.

### Grêmio (terceira passagem)
No dia 18 de setembro de 2016, acertou seu retorno ao Grêmio, sendo sua terceira passagem pelo clube gaúcho.
Já no dia 7 de dezembro, foi pentacampeão da Copa do Brasil com o Grêmio após vencer o Atlético Mineiro por 3–1 no primeiro jogo, e no segundo empatar em 1–1. Na ocasião, ficou marcado como o treinador que conseguiu dar fim ao jejum de 15 anos sem títulos de expressão nacional do Grêmio. Antes daquela edição da Copa do Brasil, o último título do clube porto-alegrense havia sido o Campeonato Gaúcho de 2010.

#### O auge
Em 2017 viveu o grande momento da sua carreira como treinador ao conquistar a Copa Libertadores da América. Nos dois jogos da grande final, o Grêmio foi superior contra o Lanús em ambos: no primeiro, disputado na Arena do Grêmio, triunfo por um a zero com gol de Cícero. Já no segundo, realizado no Estádio Ciudad de Lanús, vitória por dois a um (gols de Fernandinho e Luan).
Além desses títulos, Renato conquistou também o bicampeonato da Recopa Sul-Americana do Grêmio. Os dois jogos contra o Independiente terminaram empatados; o primeiro, na Argentina, terminou 1–1, com gols de Luan (Grêmio) e Cortez (gol contra). O segundo jogo, na Arena do Grêmio terminou em 0–0, com o Grêmio ganhador nos pênaltis por 5–4, graças a uma defesa de Marcelo Grohe na última cobrança do clube argentino.

#### Cotado para a Seleção Brasileira
Graças ao seu bom desempenho no Grêmio, Renato Gaúcho chegou a ser cotado para a Seleção Brasileira em 2019, no lugar do então técnico Tite.

#### Treinador com mais jogos na história
Em 30 de novembro de 2020, na vitória por 2–1 sobre o Goiás, Renato se tornou o treinador com mais jogos na história do Grêmio com 384 jogos, superando Oswaldo Rolla e recebeu uma homenagem do presidente Romildo Bolzan pela marca.

#### Demissão
Em 14 de abril de 2021, o Grêmio foi eliminado na fase preliminar da Libertadores, antes da fase grupos, ao perder para o Independiente del Valle por quatro a dois no placar agregado. Foi a pior participação do clube na história da competição. No dia seguinte, Renato Portaluppi deixou o clube após pedir demissão, embora não tivesse treinado a equipe no jogo anterior, por estar com COVID-19.  Na passagem, o técnico ficou quatro anos e meio no Grêmio, tendo vencido a Copa do Brasil de 2016, a Copa Libertadores de 2017, a Recopa Sul-Americana de 2018, os Campeonatos Gaúchos de 2018, 2019 e 2020 e a Recopa Gaúcha de 2019. Ao todo, somando as suas três passagens pelo clube gaúcho, Renato tem 411 jogos, obtendo 212 vitórias, 110 empates e 89 derrotas, sendo o recordista de jogos comandados.

### Flamengo
No dia 10 de julho, pouco após a demissão de Rogério Ceni, Renato foi anunciado como novo treinador do Flamengo. Estreou quatro dias depois, na vitória fora de casa contra o Defensa y Justicia por um a zero, em jogo válido pela Libertadores. Já no dia 18 de julho, mais uma vez fora de casa, dessa vez contra o Bahia, pelo Campeonato Brasileiro, o Flamengo teve grande atuação e goleou a equipe baiana por cinco a zero.
Conseguiu sua terceira vitória seguida no dia 21 de julho, no jogo da volta contra o Defensa y Justicia, dessa vez com o Flamengo goleando por 4–1. Graças a esse triunfo, Renato chegou a 46 vitórias na Libertadores e tornou-se o segundo técnico que mais venceu jogos na história da competição sul-americana, se igualando a Luis Cubilla e ficando atrás apenas de Gabriel Uribe, que possui 49 vitórias.
Em 5 de julho, mesmo não estando presente em campo na vitória por um a zero sobre o ABC no jogo de volta das oitavas da Copa do Brasil de 2021, Renato ganhou sua sétima partida seguida e obteve o melhor começo no rubro-negro em 84 anos, se igualando ao técnico húngaro Izidor Kürschner.
Em 15 de setembro, após vencer o Grêmio por 2–0 no jogo de volta das quartas da Copa do Brasil, Renato chegou a 89,6% de aproveitamento pelo clube: em 16 jogos, obteve 14 vitórias, um empate e uma derrota. Com esses números, Portaluppi se tornou o treinador com melhor início de trabalho na história do Flamengo nos primeiros 16 jogos, superando Sebastião Lazaroni e Jair Pereira (87,5% e 85,4% de aproveitamento, respectivamente).
Com a vitória por 2–0 sobre o Barcelona de Guayaquil no jogo de ida das semifinais da Libertadores em 22 de setembro, Renato Gaúcho igualou o colombiano Gabriel Uribe como o treinador com mais vitórias na história da competição, com 49 triunfos. No jogo volta, ao bater o clube equatoriano por dois a zero, Renato se tornou o treinador com mais vitórias na Libertadores com 50 êxitos e chegou à sua terceira final pela competição.
Na madrugada de 28 de outubro, depois da eliminação na Copa do Brasil pelo Athletico Paranaense, o treinador colocou seu cargo à disposição. A direção do clube, contudo, preferiu não demiti-lo. Durante a partida, na qual o Flamengo sofreu uma pesada derrota por três a zero no Maracanã, a torcida xingou Portaluppi e pediu o retorno de Jorge Jesus, então no comando técnico do Benfica.
Em 23 de novembro, o Flamengo empatou por 2–2 com o Grêmio, jogo atrasado da 2.ª rodada do Campeonato Brasileiro. Tendo deixado o placar favorável em 2–0, Vitinho foi substituído pelo volante Piris da Motta, quando o placar estava em 2–1 e o time adversário com um jogador a menos. A troca de Renato Gaúcho foi criticada. O treinador rechaçou falas de que teria "aliviado", afirmando que tal questionamento o ofendia e que visava segurar o resultado. Renato já havia vencido o antigo time por agregado de 6–0 (4–0 no RS e 2–0 no RJ), pela Copa do Brasil.
Em 29 de novembro, um dia após a derrota na final da Copa Libertadores, contra o Palmeiras, Renato foi demitido do clube. Em seu lugar, assumiu o treinador interino Maurício Souza.

### Grêmio (quarta passagem)
Em 1 de setembro de 2022, o Grêmio anunciou a volta de Renato ao mesmo tempo do anúncio da saída de Roger Machado.
Em 8 de abril de 2023, Renato Gaúcho foi homenageado pelo Grêmio, com uma placa e uma camisa em comemoração aos 700 jogos disputados pelo Tricolor como jogador e técnico. Ao todo, ele tem 437 partidas (retrospecto de 230 vitórias, 115 empates e 92 derrotas) como treinador, além dos 262 duelos (146 triunfos, 77 resultados de igualdade e 49 reveses) como jogador.
Em 9 de dezembro de 2024, o clube anunciou a saída do treinador, que não terá seu contrato renovado com a equipe para a temporada de 2025. Em sua quarta passagem pelo Grêmio, conquistou mais dois títulos gaúchos e o vice-campeonato brasileiro de 2023.

### Fluminense (quinta passagem)
No dia 3 de abril de 2025, Renato Gaúcho teve sua volta anunciada pelo Fluminense.

## Estatísticas como treinador
Atualizadas até 9 de dezembro de 2024.
| Equipe              | Jogos | Vitórias | Empates | Derrotas | Aproveitamento | Referência    |
| ------------------- | ----- | -------- | ------- | -------- | -------------- | ------------- |
| Fluminense          | 202   | 87       | 52      | 63       | 51.65%         | [ 94 ]        |
| Madureira           | 16    | 5        | 2       | 9        | 35.42%         | [ 95 ]        |
| Vasco da Gama       | 138   | 61       | 39      | 38       | 53.62%         | [ 96 ] [ 97 ] |
| Bahia               | 40    | 24       | 8       | 8        | 66.67%         | [ nota 1 ]    |
| Grêmio              | 564   | 291      | 133     | 140      | 59.46%         | [ 98 ]        |
| Atlético Paranaense | 14    | 4        | 5       | 5        | 40.48%         | [ 99 ]        |
| Flamengo            | 38    | 25       | 8       | 5        | 72.81%         | [ 88 ]        |
| Total               | 1012  | 497      | 247     | 268      | 57.25%         |               |

## Títulos como jogador
Grêmio
- Campeonato Brasileiro: 1981
- Copa Libertadores da América: 1983
- Copa Intercontinental: 1983
- Campeonato Gaúcho: 1985 e 1986

Flamengo
- Copa União (Módulo Verde): 1987
- Taça Guanabara: 1988
- Copa do Brasil: 1990

Cruzeiro
- Supercopa Sul-Americana: 1992
- Campeonato Mineiro: 1992

Fluminense
- Campeonato Carioca: 1995

Seleção Brasileira
- Copa América: 1989

### Futevôlei
- II Mundial de Futevôlei 4 por 4: 2012 e 2013[100]

### Prêmios individuais
- Melhor Jogador da final da Copa Intercontinental: 1983
- Artilheiro da Copa Intercontinental: 1983 (2 gols)
- 7º Melhor Jogador do Mundo pela revista World Soccer: 1984
- 9º Melhor jogador Sul-Americano do Ano pelo jornal El Mundo: 1985
- Bola de Ouro da revista Placar: 1987
- Bola de Prata da revista Placar: 1984, 1987, 1990, 1992 e 1995
- Artilheiro da Supercopa Libertadores: 1992 (7 gols)

## Títulos como treinador
Fluminense
- Copa do Brasil: 2007

Grêmio
- Copa do Brasil: 2016
- Copa Libertadores da América: 2017
- Recopa Sul-Americana: 2018
- Campeonato Gaúcho: 2018, 2019, 2020, 2023 e 2024[101]
- Recopa Gaúcha: 2019 e 2023

### Prêmios individuais
- Melhor treinador da Copa Libertadores da América: 2017[102]
- Prêmio Goal Brasil - Melhor Treinador: 2017[103]
- Seleção do Campeonato Gaúcho (Melhor treinador): 2018[104] e 2019

### Recordes e marcas
- Treinador com mais jogos no comando do Grêmio: 411 jogos[70]
- Treinador com mais vitórias na história da Copa Libertadores da América: 50 vitórias[81]